# Faver
Faver là một đô thị ở tỉnh Trento ở vùng Trentino-Alto Adige/Südtirol của Ý, tọa lạc cách 15 km về phía đông bắc của Trento. Tại thời điểm ngày 31 tháng 12 năm 2004, đô thị này có dân số 809 người và diện tích là 9,4 km².
Faver giáp các đô thị: Salorno, Valda, Segonzano và Cembra.